# طوخ (المنيا)
قرية طوخ  هي إحدي القرى التابعة لمركز دير مواس بمحافظة المنيا في جمهورية مصر العربية. حسب إحصاءات سنة 2006، بلغ إجمالي السكان في طوخ 7648 نسمة، منهم 3808 رجل و3840 امرأة.